# Putilova
Putilova (en rus: Путилова) és un poble de l'óblast de Sverdlovsk, a Rússia, segons el cens del 2010 tenia 129 habitants.